# Chiesa di San Canciano (Venezia)
La chiesa di San Canciano o San Canziano (in veneziano, San Cansian) è un edificio sacro di Venezia, ubicato nel sestiere di Cannaregio e affacciato sul piccolo campo omonimo.
Essa è dedicata ai martiri e fratelli di Aquileia Canzio, Canziano e Canzianilla, e al loro precettore Proto uccisi nel 304 presso l'attuale San Canzian d'Isonzo. La chiesa è legata anche al culto di San Massimo di Cittanova di cui conserva le spoglie.

## Storia
La leggenda racconta che la chiesa sia opera dei primi profughi di Aquileia fuggiti qui a causa delle invasioni barbariche. La tradizione non documentata pone la fondazione all'864, certamente venne distrutta da un incendio nel 1105, e subito ricostruita per essere rinnovata completamente nel 1330. Venne consacrata il 20 maggio 1351 dal vescovo di Jesolo Marco Bianco.
Dal 1200 al 1451 fu soggetta alla giurisdizione del Patriarca di Grado.
Un'altra ristrutturazione fu ordinata nel XVI secolo, creando l’attuale struttura interna. All'inizio del XVIII secolo fu compiuta la facciata su disegno di Antonio Gaspari grazie al lascito di 2000 ducati da parte del parrocchiano Michele Tommasi, a cui è dedicato il busto sopra la porta d'ingresso. Dopo la metà dello stesso secolo Giorgio Massari finì la ristrutturazione dell'interno modificandone radicalmente il sistema di illuminazione naturale con l'innalzamento della navata e del tiburio sulla cappella maggiore in modo da potervi aprire numerose finestre.
La chiesa è situata fra la parrocchia dei Santi Apostoli e quella di Santi Giovanni e Paolo ed era un importante punto di arrivo per le gondole provenienti da Murano. In seguito, a causa di vari lavori di riqualificazione delle strade tra i quali anche la nascita della Strada Nova, essa si ritrovò esiliata in un'area di scarso passaggio.

## Descrizione
L’interno riprende lo schema basilicale a tre navate scandite da sei leggere colonne corinzie. Il presbiterio è affiancato da due cappelle minori e altri quattro altari sono distribuiti lungo le pareti laterali.
Sopra la struttura di base della ricostruzione cinquecentesca, dall'aspetto toscaneggiante e ancora integra, si innalzano gli interventi settecenteschi (1760-1763) del Massari, rispettosi della struttura preesistente e volti soprattutto a rigenerare l'illuminazione naturale della chiesa. Questi sopraelevò la navata centrale, quel tanto che permetteva la facciata del Gaspari, e la coprì con una volta ribassata suddivisa a crociere per ospitare otto finestre laterali in corrispondenza delle arcate esistenti. Inoltre il Massari innalzò un tiburio finestrato sopra la cappella maggiore ed aprì l'oculo, leggermente ovato, sopra l'arco trionfale. Con il tamponamento dell'oculo  in facciata ottenne un orientamento della luce prevalentemente proveniente dal presbiterio e dall'alto. I due pulpiti, ai lati del presbiterio, furono più tardi opera dell'allievo e assistente del Massari, Bernardino Maccaruzzi. Sempre allo stesso dobbiamo la fastigiatura sopra la struttura seicentesca dell'altar maggiore.
Sopra il portale d’ingresso, dentro l’ampia cantoria disegnata da Giorgio Massari, si trova un organo settecentesco. Le portelle con le figure di San Canciano e San Massimo sono opera di Giovanni Contarini.
Sul primo ed il secondo altare al lato destro sono le tele della Madonna del Carmine e della Madonna Addolorata con il Sacro Cuore di Gesù di Bartolomeo Litterini.
Sui due altari alla parete sinistra sono le tele dell'Immacolata del Litterini e dell'Assunta di Giuseppe Angeli.
Nel presbiterio la pala dell’altare maggiore, Santi Canziano e Massimo con il Padre Eterno in Gloria, è opera considerata improbabilmente di Zoppo dal Vaso, le due tele sui lati, La Probatica Piscina e La Moltiplicazione dei pani e dei pesci, sono di Domenico Zanchi mentre la tela sul soffitto, spostata dopo la ricostruzione sopra il luminoso tiburio, la Glorificazione di San Massimo, è opera di Giovanni Segala.
La cappella di destra, già della famiglia Widmann, contiene le spoglie di San Massimo dentro un elaborato altare barocco con sculture di Clemente Molli. Appena fuori dalla cappella, sulla parete destra della chiesa, è collocata una Pietà, tela moderna di Ernani Costantini (1951).
La cappella di sinistra, già della famiglia Rinaldi, presenta sull’altare della pala di San Filippo genuflesso ai piedi della Vergine Santissima, opera di Nicolas Régnier, e sulle pareti laterali i due busti seicenteschi raffiguranti Antonio e Sebastiano Rinaldi.

Accanto alla cappella, sopra il portale d’ingresso alla sagrestia, sono il busto del parroco Giovanni Maria Grattaruol (1728) ed il cenotafio neoclassico dedicato ad Angelo Comello (1814) opera di Antonio Bosa. All’interno della sagrestia sono presenti le tele di San Romualdo, attribuita a Jacopo Marieschi, della Madonna con Bambino e i Santi Canciano e Massimo, attribuito ad Andrea Celesti, e la Via Crucis, opera moderna di Ernani Costantini.

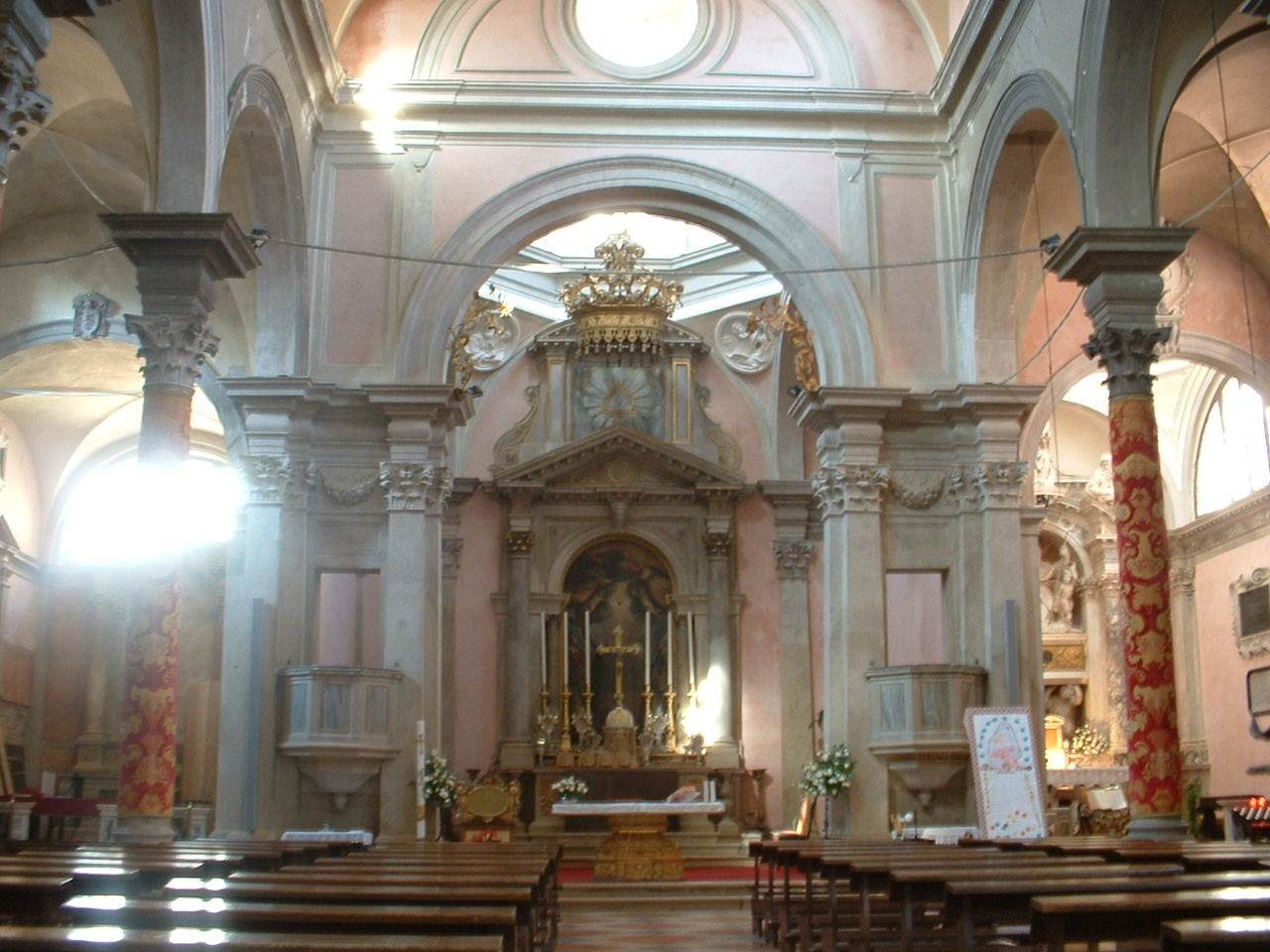
Veduta dell'interno verso il presbiterio
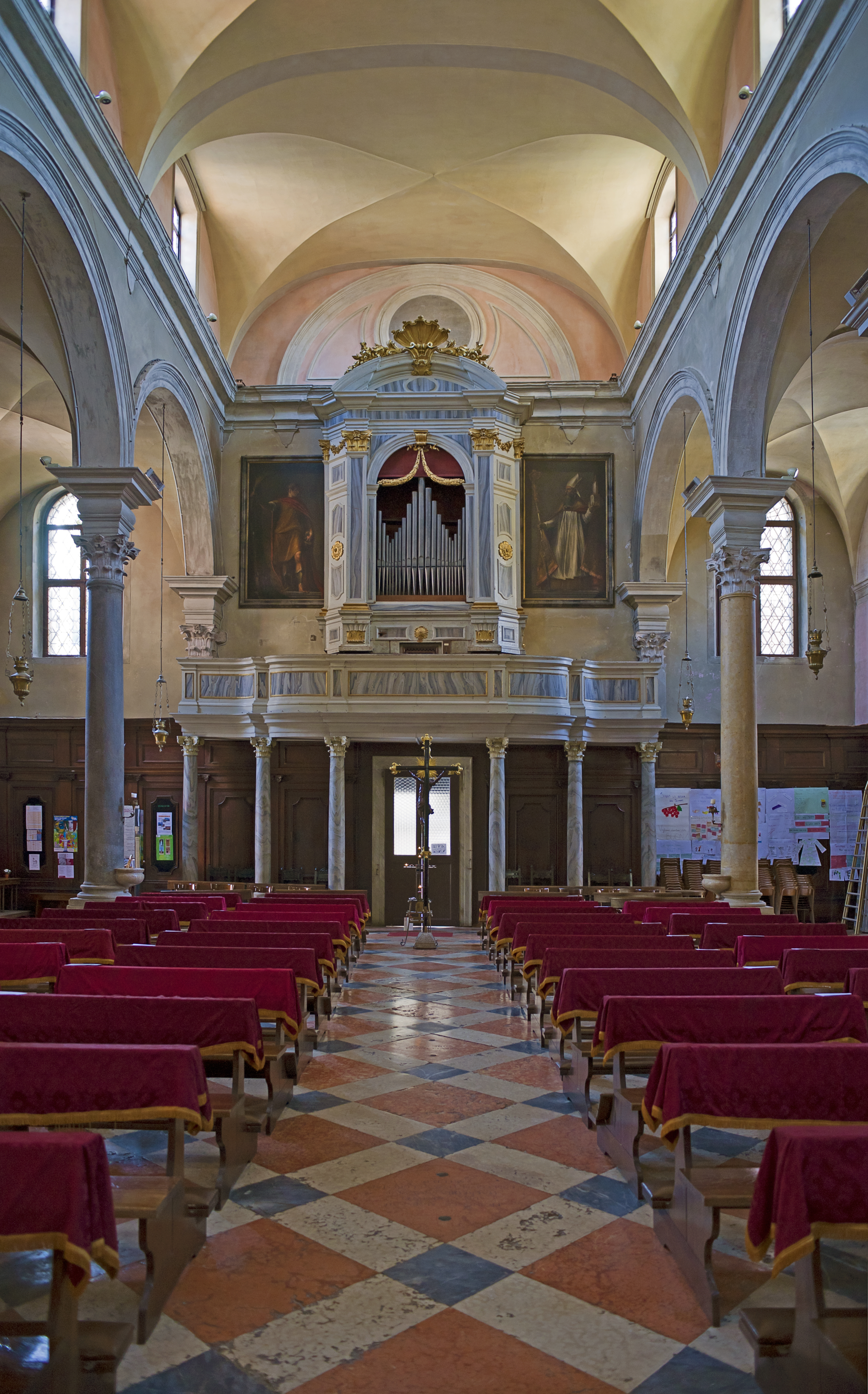
La controfacciata con l'organo settecentesco e la cantoria
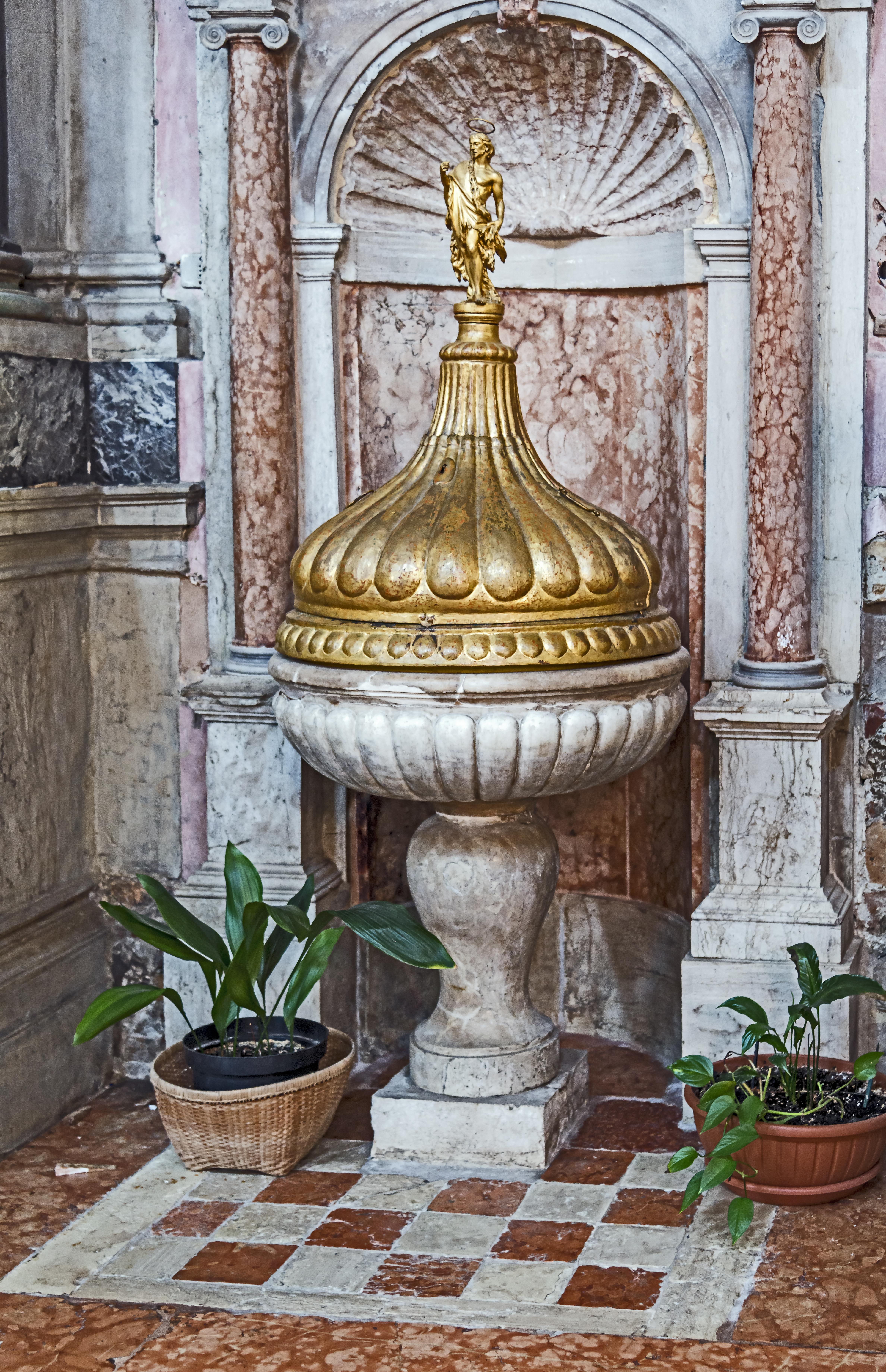
L'antico fonte battesimale